# Bam (eiland)
Bam is een vulkanisch eiland in Papoea-Nieuw-Guinea. Het is 5 km² groot en het hoogste punt is 683 m. De laatste uitbarsting van de stratovulkaan was in 1960.
Het enige zoogdier dat er voorkomt is de suikereekhoorn (Petaurus breviceps).
De bevolking van 1154 (2000 census) wordt verdeeld over de twee dorpen Aruk (597) en Kulkirap (557).